# Kościół Serca Jezusowego w Városmajor (Budapeszt)
Kościół Serca Jezusowego w Városmajor (węg. Városmajori Jézus Szíve plébániatemplom) – kościół katolicki, zlokalizowany w Budapeszcie, w dzielnicy Városmajor, przy Csaba utca 5 (blisko Moszkva tér).

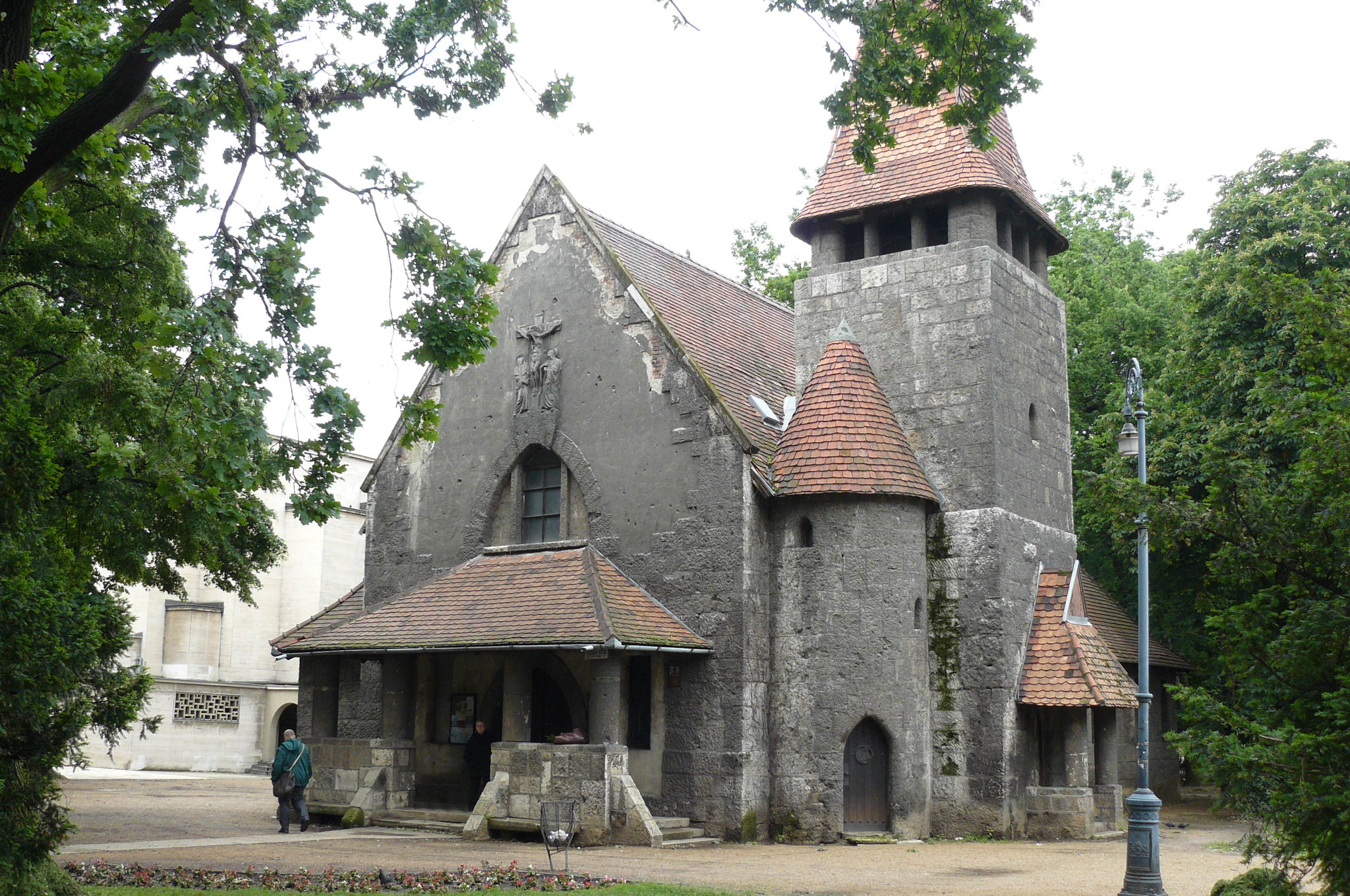
Stary kościół

Świątynia jest pierwszym na terenie stolicy Węgier kościołem modernistycznym. Zbudowany w latach 1932–1934 został od razu poddany ostrej krytyce, zwłaszcza ze strony konserwatywnych środowisk katolickich. Stanął obok mniejszego, późnosecesyjnego kościółka z lat 1921–1923, który stał się zbyt mały dla potrzeb parafialnych. Stary kościół nawiązywał do architektury Transylwanii.
Autorem planów nowej świątyni był Aladár Árkay, a budował ją jego syn Bertalan. W 1937 dobudowano wysoką kampanilę. Po kolejnych kilku latach połączono obie świątynie arkadowym łącznikiem. Witraże, zaprojektowane zostały przez Lili Árkayné Sztehlo. Vilmos Aba-Novák jest autorem fresków. Przed kościołem stoi pomnik kardynała Józsefa Mindszentyego. Szczególnie godny uwagi jest portal wejściowy, zdobiony monumentalnymi płaskorzeźbami aniołów. Podobne motywy umieszczono na balustradzie chóru.